# 天童市
天童市（日语：／ Tendō shi */?）是位於日本山形縣東部的城市，也是縣內面積最小的市。轄區地處山形盆地的中心位置，倉津川流經市中心並往北注入最上川。當地在江戶時代作為羽州街道沿途的宿場町而開始發展。現今因國道13號、國道48號與東北中央自動車道等道路通過境內，使天童市成為山形縣內的交通要衝。

## 地理
天童市境內約26.4%的面積被山林覆蓋，33.3%的土地為田地與耐旱作物的農業用地。東部被山地覆蓋，西部則是平原地區。北部多為亂川沖積而成的沖積扇，南部是立谷川沖積扇的北端，亂川與押切川流經北部地區並往北注入最上川。

### 氣候
由於天童市所在的山形盆地被奧羽山脈和越後山脈包圍，因此當地的降雨和降雪量較少。根據統計，1991年至2020年天童市的年均溫為12.1℃，年均降雨量則是1206毫米。

## 歷史
天童市境內曾發掘出1500年前的農村聚落遺跡，顯示當時已有人定居於此。「天童」此一地名的由來源自於當地從天而降並跳著舞蹈的童子傳說，但也有認為此地名源自於室町時代居住在當地的北畠天童丸的傳說。
天授元年（1375年），山形城城主斯波兼賴之孫里見賴直移居至天童城，自稱為天童氏，並對城堡和周圍的城下町進行整修與興建。此後天童氏統治當地長達200多年。天正12年（1584年），山形城城主最上義光擊敗天童城第10代城主天童賴久。戰敗的天童賴久逃至陸奧國並改名為天童賴澄，而天童地區則改由最上氏統治。元和8年（1622年）最上氏遭到江戶幕府改易後，當地歷經多次行政區劃上的變革。江戶時代的寬永年間（1624至1644年）羽州街道落成後，天童作為其沿途的宿場町而繁榮。
明治22年（1889年）日本實施町村制。當時境內設有天童町、成生村、藏增村、寺津村、津山村、田麥野村、山口村、高擶村、干布村與山寺村。昭和29年（1954年），天童町與其餘6村合併成新的天童町。昭和30年（1955年），高擶村與干布村合併成豐榮村，隔年（1956年）山寺村的荒谷地區也被編入豐榮村的轄區內。昭和33年（1958年）天童町實施市制改為天童市，昭和37年（1962年）天童市與豐榮村合併成現今的天童市。

## 行政
天童市的前任副市長新關茂於2024年12月在選舉中當選，其任期將持續至2028年12月。

## 經濟
天童市的第一級產業以農業為主，西部地區的最上川流域盛行水稻種植，北部的亂川沖積扇與東部的丘陵地帶則盛行果樹栽培與耐旱作物的種植。由於天童市內有多條國道和鐵路通過，加上鄰近坐落於北邊東根市内的山形機場，吸引許多企業進駐市內的工業園區。根據統計，2019年天童市除食品製造外的製造品出貨額為1689億日圓，佔其總出貨額約80%。而第三級產業則是市內就業人口數最多的產業。

## 教育
天童市境內共有12座市立的小學校與4所中學校。而根據統計，2024年5月天童市的小學生人數共計3199人，中學校的學生人數則為1571人。

## 交通
國道13號以南北向通過天童市的中心地區，國道48號與山形縣道23號（天童大江線）則以東西向穿越境內。JR東日本的奧羽本線和山形新幹線也以南北向通過市中心，其中山形新幹線在市中心地區與奧羽本線的天童站共構；奧羽本線則在境內其餘地區設置高擶站、天童南站和亂川站。

## 外部連結
- 山形縣天童市